# Фара-Новарезе
Фара-Новарезе (итал. Fara Novarese) — коммуна в Италии, располагается в регионе Пьемонт, в провинции Новара.
Население составляет 2120 человек (2008 г.), плотность населения составляет 235 чел./км². Занимает площадь 9 км². Почтовый индекс — 28073. Телефонный код — 0321.
Покровителем коммуны почитается святой Дамиан Африканский, празднование 12 февраля.

## Демография
Динамика населения:

## Администрация коммуны
- Официальный сайт: http://www.comune.faranovarese.no.it